# Julian Lennon
Julian Lennon, John Charles Julian Lennon (Liverpool, 1963. április 8. –) angol zenész, énekes-szövegíró, fotográfus. John Lennon és Cynthia Powell közös gyermeke. Keresztapja Brian Epstein, a Beatles egykori menedzsere. Három Beatles-dalnak is ihletője: a Lucy in the Sky with Diamonds, a Hey Jude és a Good Night. A zenélésen és a fotózáson kívül emberbaráti erőfeszítéseknek szentelte, szenteli életét, elsősorban a White Feather Foundation és a Whaledreamers Organization szervezetek révén.

## Gyermekkora, kapcsolata apjával
Beatles-berkekben John Lennon házasságát és Julian megszületését kezdetben igyekeztek titokban tartani abból a bölcs üzleti megfontolásból, hogy a Beatles-rajongó tini lányok ezrei szerelmesek maradjanak Johnba. Julian már apró korában hatással volt a zenekarra, hiszen a Good Night című daluk a kisfiú bölcsődala volt eredetileg, a Lucy in the Sky with Diamonds című dalt pedig Julian vízfestékképe ihlette óvodai barátjáról, Lucy O’Donnellről. Julian öt éves volt, amikor apja Yoko Ono miatt elhagyta a családot. Ekkor írta Julian vigasztalására Paul McCartney a Hey Jude című örökzöld slágert (a dal eredeti címe Hey Jules volt). A válástól az 1970-es évek elejéig a kisfiúnak szinte semmi kapcsolata nem volt az apjával. Akkor May Pang (John éppen aktuális barátnője) biztatására apa és fia rendszeresen találkozni kezdett egymással. 1973 karácsonyára Julian egy elektromos gitárt és egy dobgépet kapott apjától ajándékba, hogy zenei érdeklődését előmozdítsa, és pár akkordot meg is tanított neki.
Apja meggyilkolása után Julian nem titkolta az iránta érzett neheztelését. A London Telegraphnak elmondta, hogy szerinte John Lennon képmutató volt, mert bár a világnak a békéről és a szeretetről szónokolt, otthon ezeket az érzéseket a felesége és a fia iránt sosem mutatta ki. Apjához fűződő korántsem felhőtlen viszonyát tükrözi az is, hogy nem szerepelt apja végrendeletében sem. Igaz, John létrehozott egy 100 000 font értékű alapot, amelyen féltestvérével, Seannal osztozhattak. Julian pert indított a végrendelet ellen, ami 1996-ban megegyezéssel zárult – állítólag 20 millió font értékben Julian javára.
Apja iránti háborgó érzései 2009-től már csillapultak. Visszaemlékezve az apjával a hetvenes évek elején megújuló kapcsolatára azt mondta, hogy az apjával és May Panggel töltött idők voltak a legvidámabbak.

## Zenei pályafutása
Julian Lennon 11 évesen debütált a zene világában, amikor apja Walls and Bridges című albumán dobolt. 1984-es bemutatkozó albuma, a Valotte azonnal siker lett. A lemez megjelenése után táviratot kapott Paul McCartney-től is, aki további sok szerencsét kívánt neki. Grammy-díjra is jelölték a ’Legjobb fiatal művész’ kategóriában. Az 1986-os, második nagylemezét – The Secret Value of Daydreaming – a kritikusok elég fanyalogva fogadták, de a Billboard magazin 100-as listáján 32. lett. A Because című dala, melyet a híres The Dave Clark Five komponált a Time című musicalhez, Ausztráliában 5. lett a sikerlistán, az USA-ban azonban a Valotte-hoz hasonló mértékű sikert már nem ért el. 1987. április 1-én Julian a The Hunting A Snarkban, Mike Batt musicaljében tűnik fel, egy hallássérültek javára adott jótékonysági előadáson, amelyen olyan sztárok léptek fel, mint Roger Daltrey, Justin Hayward, Billy Connolly, vagy John Hurt, s amelyen részt vett András herceg felesége, a yorki hercegné is. Rebesgették, hogy kap egy kisebb szerepet George Harrison videójában, a When We Was Fabban, de ez nem bizonyult igaznak, valójában Neil Aspinallról a Beatles egykori személyi asszisztenséről volt szó. 1991-ben viszont George Harrison szerepelt Julian Help Yourself című lemezén, bár neve nem volt feltüntetve. A lemez Saltwater című dala 6. lett az Egyesült Királyságban, sőt Ausztráliában négy héten át vezette a slágerlistát.
Julian ezután több évre abbahagyta a zenélést, még a zene világából is eltűnt. A főzés és a vitorlázás tudományával ismerkedett, valamint szobrászattal foglalkozott.
Közben olyan alaptalan, szenzációhajhász médiahíresztelések láttak napvilágot, hogy apja egykori zenésztársai, Paul, George és Ringo együtt fognak zenélni vele. A három egykori Beatles-tag 1996-ban meg is erősítette, hogy sosem volt tervbe véve az együttes újjáélesztése a Lennon fiú közreműködésével.
Julian 1998-ban új albumot adott ki Photograph Smile címmel. 2002-ben lemezre vette az egykori Beatles-sikert, a When I'm Sixty-Fourt. 2006-ban internetes vállalkozásba fogott. 2009-ben emléklemezt adott ki egykori óvodai barátja, Lucy O’Donnell tiszteletére, aki Julian festménye révén a Lucy in the Sky with Diamonds című Beatles dalt ihlette. E lemez bevételének 50%-át az LSE-kutatási alapnak utalta. 2012-ben Dick Carruthers zenei rendező videóra vette, hogyan készült az előző évi nagylemeze (Everything Changes), benne többek között Steven Tyler és Bono interjúival.
Juliannak kétszer volt eljegyzett menyasszonya – Lucy Bayliss és Olivia d'Abo színésznő – de házasság egyik kapcsolatból sem lett. Jó barátságban maradt Paul McCartney-val. Olaszországban, a Comói-tónál él.